# Sidney Hatch
Sidney Herbert Hatch (Forest River, 18 agosto 1883 – Maywood, 17 ottobre 1966) è stato un maratoneta e mezzofondista statunitense.
Prese parte ai Giochi olimpici di Saint Louis 1904, vincendo la medaglia d'argento nel cross a squadre per la Squadra mista con i connazionali Jim Lightbody, William Verner, Lacey Hearn e il francese Albert Corey.

## Palmarès
| Anno          | Manifestazione             | Sede        | Evento                     | Risultato   | Prestazione | Note        |
| Stati Uniti   | Stati Uniti                | Stati Uniti | Stati Uniti                | Stati Uniti | Stati Uniti | Stati Uniti |
| ------------- | -------------------------- | ----------- | -------------------------- | ----------- | ----------- | ----------- |
| 1904          | Giochi della III Olimpiade | Saint Louis | Maratona                   | 8º          | n/d         |             |
| 1908          | Giochi olimpici            | Londra      | Maratona                   | 14º         | 3h17'52"4   |             |
| Squadra mista |                            |             |                            |             |             |             |
| 1904          | Giochi olimpici            | Saint Louis | Cross a squadre (4 miglia) | Argento     | 28 p.       |             |